# Albertino Piazza
Albertino Piazza (Lodi, 1490 – Lodi, 1529) è stato un pittore italiano.

## Biografia

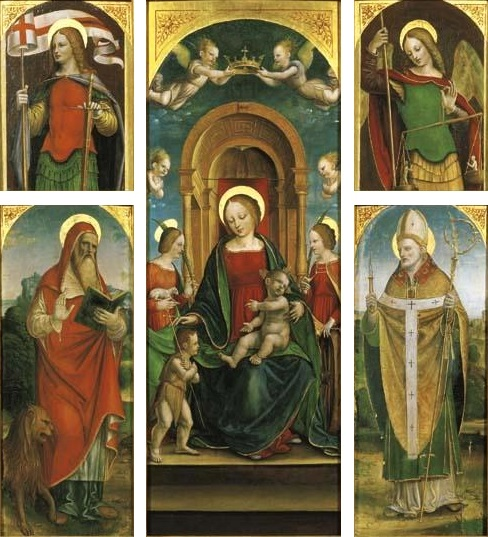
Polittico Madonna con Bambino e Santi

Albertino Piazza appartiene ad una famiglia di noti pittori lombardi, attiva nella prima metà del XVI secolo.
Suo fratello è stato il celebre Martino Piazza, ma anche i loro figli Callisto, Cesare e Scipione e il loro nipote Fulvio proseguirono l'attività dei fondatori della dinastia.
Albertino e Martino lavorarono sempre assieme e una delle opere più importanti fu l'Incoronazione della Vergine per il Tempio Civico della Beata Vergine Incoronata di Lodi, del 1519.
Dato che Albertino e Martino avevano stili differenti e diverse influenze, i critici d'arte riconoscono la mano di Albertino nella parte inferiore, ispirata ad elementi bergognoneschi, mentre la parte superiore è assegnata a Martino, più ispirato da Raffaello.
L'influenza del Bergognone è confermata da una Madonna col Bambino (1509) presente nella stessa chiesa.
Albertino partecipò anche al trittico con l'Assunzione della Vergine tra i Santi, presente nel duomo di Lodi, realizzando gli angeli attorno alla Vergine.
Successivamente Albertino si trasferì a Savona, ma purtroppo nessuna opera è sopravvissuta.
Il doppio trittico di Sant'Agnese, nella chiesa di Sant'Agnese di Lodi è frutto sempre della collaborazione dei due fratelli; qui Albertino si occupò della parte inferiore e della lunetta in stile affine anche al Perugino.
Tra le altre opere eseguite da Albertino si possono menzionare il trittico della Galleria Crespi a Milano, il polittico della chiesa dell'Incoronata a Castiglione d'Adda e il Polittico Galliani della chiesa di Sant'Agnese di Lodi.

## Opere
- Madonna col Bambino e un cardellino, Tempio Civico della Beata Vergine Incoronata di Lodi, 1509;
- Incoronazione della Vergine, Tempio Civico della Beata Vergine Incoronata di Lodi, 1519;
- Assunzione della Vergine tra i Santi, duomo di Lodi, circa 1522;
- Doppio trittico di Sant'Agnese, chiesa di Sant'Agnese di Lodi;
- Trittico, Galleria Crespi, Milano;
- Polittico, chiesa dell'Incoronata a Castiglione d'Adda.